# Contea di Fond du Lac
La contea di Fond du Lac (in inglese, Fond du Lac County) è una contea dello Stato del Wisconsin, negli Stati Uniti. La popolazione al censimento del 2000 era di 97 296 abitanti, passati a 101 633 nel 2010. Il capoluogo di contea è Fond du Lac.
Nel territorio della contea ha origine il fiume Milwaukee.